# Klotsporigt krämskinn
Klotsporigt krämskinn (Hypochnicium erikssonii) är en svampart som beskrevs av Hallenb. & Hjortstam 1990. Klotsporigt krämskinn ingår i släktet Hypochnicium och familjen Meruliaceae.  Arten är reproducerande i Sverige. Inga underarter finns listade i Catalogue of Life.